# Страшно живи! Страшно умри!
«Страшно живи! Страшно умри!» (англ. Live Freaky! Die Freaky! — досл. 'Живи причудливо! Умри причудливо!') — кукольный мультипликационный музыкальный фильм, чёрная комедия. Основан на биографии Чарльза Мэнсона. Вышел на DVD в США 31 января 2006.

## Сюжет
Фильм начинается в 3069 году, когда Nomad находит книгу «Healter Skelter», и читает её, полагая, что Чарльз Хэнсон (большинство имён, связанных с убийствами Мэнсона, изменены путём замены первой буквы буквой «Х») является Мессией. Вместе с ним мы возвращаемся в 1969 год, когда Сьюзан Хаткинс встречает Чарли после неудачного приёма ЛСД. Чарли дают её имя Хэди и они отправляются в «Семью», где они планируют завоевать мир и пишут музыку. Узнав, что актриса Шэрон Хэйт будет играть в фильме, снимающемся в пустыне, где живёт Семья, Чарли решает убить её. Он утверждает, что получает сообщения через песни, такие как «I Want to Hold Your Hand» группы The Beatles. 

После убийства Шэрон и её друзей, Хэя и Абигайль, Семья идёт к Ха Бьянка, который решил, в память о Шэрон, построить автостоянку в пустыне. Семья убивает Ха и его жену. Полиция находит их в пустыне, после чего Чарли приговаривают к смерти на электрическом стуле, повешению и отравлению газом. 

После этого мы возвращаемся к Nomad, который вырезает на лбу букву Х и использует Чарльза Мэнсона в качестве Мессии.

## Озвучка
Habagall Folger — Азия Ардженто

TV Reporter #1 — Nick 13

Charlie — Билли Джо Армстронг

Narrator — Тим Армстронг

Cop #3 — Роб Эстон

Cop #2 — Трэвис Баркер

Prosecutor Bug, The Maid — Тре Кул

The Judge — Уоррен Фицджералд

Mr. Habianca — Мэтт Фриман

Hay — Дэйви Хэвок

Hadie — Тео Коган

Interrogator #1 — Бенжи Мэдден

The Nomad — Джейсон Шмидт

Mrs. Ha Bianca — Дженис Танака

Squeaky — Джейн Уидлин

Heslie — Шон Изел

TV Anchormana — Майк Дёрнт

Steve Apparent — Ларс Фредериксен

Interrogator #2 — Джоэл Мэдден

The Jury — Даг МакКин

Sharon — Келли Осборн

Cop #1 — Бретт Рид

Генри Роллинз

T.V. Announcer — Rob Zabrecky

## Саундтрек
1. Overture
2. No Sense Makes Sense
3. … It Was A Big And Beautiful Dream …
4. Charlie?
5. Bad Vibrations (One Too Many Afternoons)
6. These Three Holes!
7. Mechanical Man
8. Cafe 666
9. This Upside Down River
10. Strangle A Tree
11. The Pass Where The Devil Can See
12. Creepy Crawl
13. Healter Skelter
14. August 9th
15. Buzzsaw Twist
16. Folie A' Famille
17. All The Good Things (We could have done)
18. I Am Just A Reflection Of You
19. We Watch You As You Sleep
20. Light Fires In Your Cities
21. Live Freaky Die Freaky (Your Blood Will Set You Free)

## Критика
По мнению Энн Хорнадей, обозревателя The Washington Post, фильм лучше всего оценит узкая аудитория, находящаяся под воздействием одного или нескольких изменяющих сознание веществ. Это вульгарный, лишенный идей пересказ истории Чарльза Мэнсона и его последователей, достигающей кульминации в убийствах Шэрон Тейт и её друзей, сделанный панк-рокером из Лос-Анджелеса Джоном Рокером, с помощью кукол и музыкальных номеров, превращающих преступления в жестокую шутку. Озвученные рок-идолами Билли Джо Армстронгом и Джейн Уидлин, куклы имеют большеглазые, готические черты, взятые у Тима Бертона. Вместо классики в традициях Уотерса в его наиболее провокационном проявлении, «Live Freaky! Die Freaky!» является утомительным, мгновенно забываемым пост-панковским артефактом, в котором куклы ругаются, неконтролируемо употребляют наркотики и занимаются сексом, который можно описать только как кукольное порно.